# Bryan T. Adey

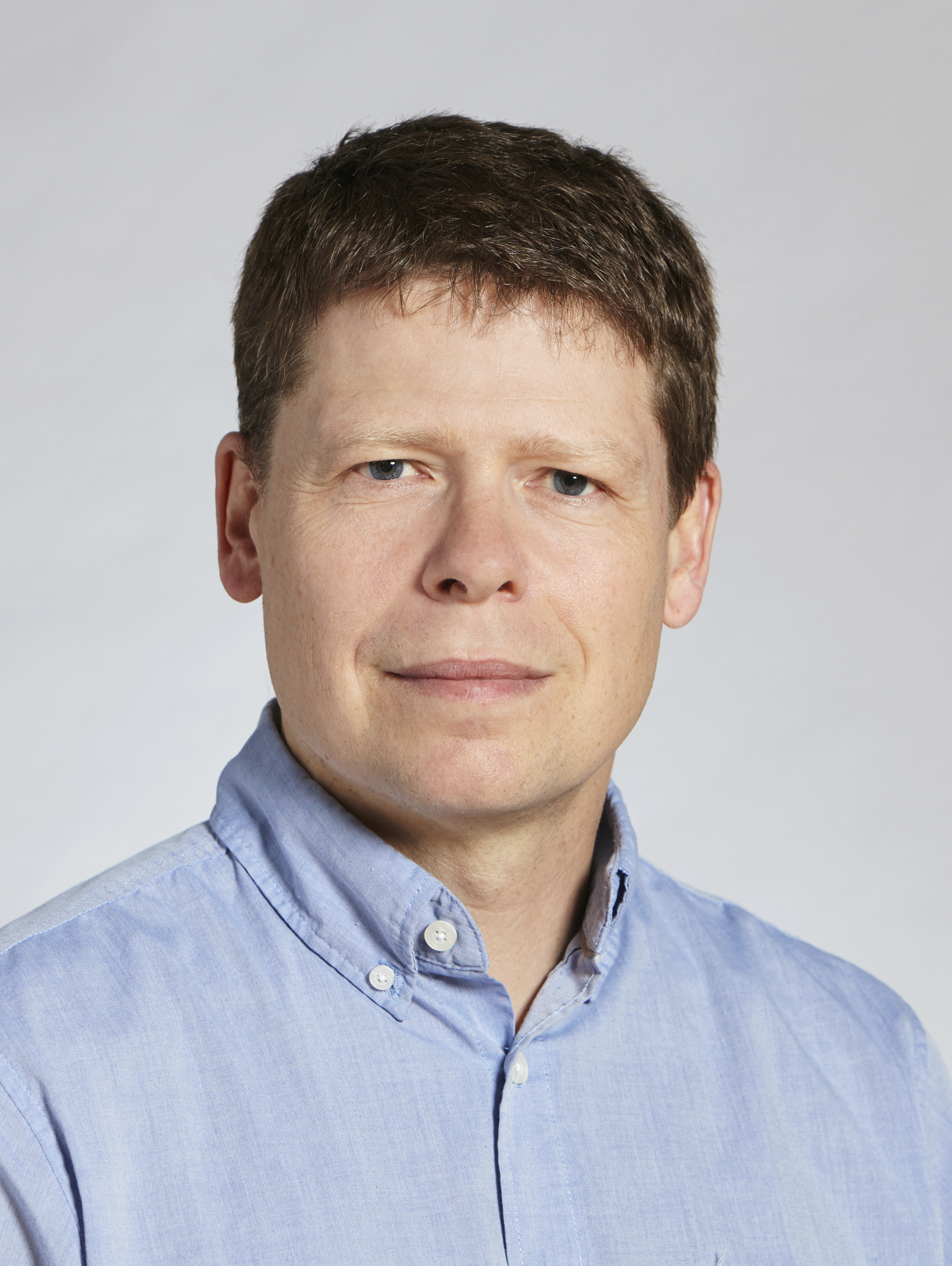
Bryan Adey (2023)

Bryan Tyrone Adey (geboren 20. Dezember 1972 in Berwick, Nova Scotia, Kanada) ist ein schweizerisch-kanadischer Bauingenieur, ordentlicher Professor an der ETH Zürich, stellvertretender Vorsteher des Departements Bau, Umwelt und Geomatik (D-BAUG) der ETH Zürich und Mitgründer von Carmentae Infrastructure Management.

## Person und Ausbildung
Bryan Adey erwarb 2002 seinen Doktortitel in Bauingenieurwesen an der EPF Lausanne, 1997 seinen Master of Science in Structural Engineering an der University of Alberta, Edmonton, Kanada, 1995 seinen Bachelor of Engineering von der Dalhousie University, Halifax, Kanada und 1992 sein Certificate of Applied Science von der Acadia University, Wolfville, Kanada. Seit 1998 ist er in der Schweiz wohnhaft.

### Akademische Laufbahn
Adey trat am 1. Januar 2010 als außerordentlicher Professor in das Institut für Bau- und Infrastrukturmanagement im D-BAUG ein. Er wurde am 1. Januar 2018 zum ordentlichen Professor ernannt.
Zwischen 2010 und 2023 war Adey Leiter bzw. stellvertretender Leiter des Instituts für Bau- und Infrastrukturmanagement (IBI) der ETH Zürich.
Von 2020 bis 2022 war er Studiendirektor für das Curriculum Raumentwicklung & Infrastruktursysteme (MSc) des D-BAUG an der ETH Zürich und seit 2022 ist er stellvertretender Leiter des D-BAUG an der ETH Zürich. Er ist Principal Investigator für das Modul Adaptive Mobility, Infrastructure, and Landscape (AMIL) im ETH-Hub für das Future Cities Lab Global (FCL-Global) am Singapore-ETH Centre und Mitglied des Redaktionsausschusses des Journal of Infrastructure Asset Management und des Journal of Infrastructure Systems.

### Forschung
Adeys Forschung konzentriert sich auf die Verbesserung der Effektivität und Effizienz des Infrastrukturmanagements. Dazu gehören die Definition und Standardisierung des Infrastrukturmanagementprozesses, von der Festlegung von Zielen über die Bestimmung optimaler Überwachungs- und Interventionsprogramme bis hin zur Bewertung der Leistung von Infrastrukturmanagementorganisationen. Dies beinhaltet auch die Automatisierung von Teilen des Infrastrukturmanagementprozesses, z. B. die Bestimmung optimaler Eingriffsstrategien für einzelne Infrastrukturobjekte und die Entwicklung von Algorithmen zur Generierung von Netzeingriffsplänen, die den Nettonutzen maximieren. Weitere Themen seiner Forschung sind die Abschätzung des Risikos im Zusammenhang mit Infrastrukturen, einschließlich der Einschätzung des Verhaltens von Infrastrukturen bei Extremereignissen, der Resilienz der Infrastruktursysteme unter Berücksichtigung der Infrastruktur, der Umgebung, in die sie eingebettet ist, und der verantwortlichen Verwaltungsorganisationen sowie die Kalkulation optimaler Vorgehensweisen zur Wiederherstellung der Infrastruktur nach Extremereignissen. Adey befasst sich mit Fragen des Infrastrukturmanagements in Bezug auf viele Arten von Infrastrukturen, darunter Straßennetze, Schienennetze, Wasserversorgungsnetze, Kanalisationsnetze und Gebäudeportfolios.
Adey nimmt regelmäßig als Sprecher an Konferenzen, Symposien und Workshops zu Fragen des Infrastrukturmanagements teil, wie z. B. dem International Symposium for Infrastructure Asset Management und dem International Forum on Engineering Decision Making. Er trägt zudem zu UN und OECD Veranstaltungen bei.
Adey war aktiv an der Ausarbeitung internationaler und nationaler Vorschriften und Richtlinien beteiligt: 
1. Die Ausarbeitung des Rahmenwerks der Vereinten Nationen für Stresstests durch die Wirtschaftskommission für Europa, Binnenverkehrsausschuss, Arbeitsgruppe für Verkehrstrends und -wirtschaft, Expertengruppe für die Bewertung des Klimawandels, Auswirkungen und Anpassung für den Binnenverkehr ECE/TRANS/WP.5/GE.3/2023/3, das im Jahr 2024 veröffentlicht wurde[14].
2. Die Revision des Swiss Code: SN 640 900 Instandhaltungsmanagement: Base Code, als Präsident der Kodex- und Forschungskommission 4.3 der Schweizerischen Vereinigung der Strassen- und Verkehrsfachleute, die im Jahr 2022 veröffentlicht wurde[15].
3. Das Verfassen des CEN Pre-Codes CEN/CLC/WS 018 "Guidelines for the assessment of the resilience of transport infrastructure to potentially disruptive events", der 2021 veröffentlicht wurde[16].

### Lehre
Adeys Lehrtätigkeit konzentriert sich auf die Ausbildung von Infrastrukturmanagern, die in der Lage sind, sowohl die Infrastruktur professionell zu verwalten als auch die Automatisierung von Teilen der Infrastruktur in den Organisationen, in denen sie arbeiten werden, zu ermöglichen. Seine Vorlesungen umfassen Systems Engineering; Infrastrukturmanagement 1: Prozess; Infrastrukturmanagement 2: Evaluationswerkzeuge; Infrastrukturmanagement 3: Optimierungswerkzeuge; Projektmanagement und Infrastrukturplanung.

### Beratende Tätigkeit
Mit Beendigung seiner Tätigkeiten an der ETH Lausanne im Jahr 2002 gründete Adey zusammen mit Rade Hajdin die Firma Infrastructure Management Consultants und arbeitete von 2003 bis 2009 als deren Vizepräsident. 2016 gründete er gemeinsam mit Jürgen Hackl und Clemens Kielhauser die Carmentae Infrastructure Management. Das Beratungsunternehmen konzentriert sich hauptsächlich auf die Umgestaltung des Infrastruktur Asset Management in Organisationen, die große Mengen an öffentlicher Infrastruktur verwalten, darunter Straßennetze, Schienennetze, Wasserversorgungsnetze, Kanalisationsnetze und Gebäudeportfolios. Das Unternehmen ist hauptsächlich in der Schweiz und im Vereinigten Königreich tätig, wobei die Arbeit an der Umgestaltung der nachhaltigen Investitionsentscheidungen von Scottish Water hervorzuheben ist.

## Veröffentlichungen (Auswahl)
- Adey, B.T., Martani, C., Hackl, J., (2022), Investing in water supply resilience considering uncertainty and management flexibility, Smart Infrastructure and Construction, 175(3), pp. 104-115, DOI: 10.1680/jsmic.21.00005.
- Burkhalter, M., Adey, B.T., (2022), Assessing the effects of closure free periods on railway intervention costs and service, Infrastructure Systems 8(3), 04022015-1, DOI 10.1061/(ASCE)IS.1943-555X.0000692.
- Burkhalter, M., Adey, B.T., (2022), Digitalising the determination of railway infrastructure intervention programs: A network optimisation model, Infrastructure Systems, 8(2), 04022012-1-15 DOI: 10.1061/(ASCE)IS.1943-555X.0000681.
- Adey, B.T., Martani, C., Kielhauser, C., Robles Urqulijo, I., Papathanasiou, N., Burkhalter M., (2021), Estimating, and setting targets for, the resilience of transport infrastructure, Special Issue: Resilient infrastructure for improved disaster management, Infrastructure Asset Management, 8(4), 167-190, DOI: 10.1680/jinam.20.00011.
- Kerwin, S., Adey, B.T., (2020), Optimal Intervention Planning: A Bottom-Up Approach to Renewing Aging Water Infrastructure, Water Resources Planning and Management, 146(7): 04020044, DOI: 10.1061/(ASCE)WR.1943-5452.0001217.
- Kielhauser, C., Adey, B.T., (2020), Bestimmung von Interventionsprogrammen für mehrere kommunale Infrastrukturnetze: Considering network operator and service costs, Sustainable and Resilient Infrastructure, 5(1-2), 49-61, DOI 10.1080/23789689.2018.1497879.
- Adey, B.T., Martani, C., Papathanasiou, N., Burkhalter, M., (2019), Principles of estimating and communicating the risk of neglecting maintenance, Infrastructure Asset Management, 6(2), pp. 109-128; DOI: 10.1680/jinam.18.00027.
- Adey, B.T., (2019), A road infrastructure asset management process: Gains in efficiency and effectiveness, Infrastructure Asset Management, 6(1), March 2019, pp. 2-14, DOI: 10.1680/jinam.17.00018.
- Hackl, J., Lam, J.C., Heitzler, M., Adey, B.T., Hurni, L., (2018), Estimating network related risks: a methodology and an application for roads, Natural Hazards and Earth System Sciences, 18, 2273-2293 DOI: 10.5194/nhess-18-2273-2018.
- Kielhauser, C., Martani, C., Adey, B.T., (2018), Development of intervention programs for inland waterway networks using genetic algorithms, Structure and Infrastructure Engineering 14(5), 550-564, DOI: 10.1080/15732479.2017.1373299.